# Nueve de Julio (departamento do Chaco)
Nueve de Julio é um departamento da Argentina, localizado na província do Chaco.